# ダヴィッド・ディ・ドナテッロ主演男優賞
ダヴィッド・ディ・ドナテッロ主演男優賞（David di Donatello per il miglior attore protagonista）は、ダヴィッド・ディ・ドナテッロ賞の部門の一つ。1956年、賞の創設と同時に設置された。
2021年現在での最多受賞者は7回受賞のアルベルト・ソルディとヴィットリオ・ガスマンである。

## 受賞者・候補者一覧
太字が受賞者。なお、1980年以前はノミネート制度が導入されていなかったため、賞は受賞者に直接授与されていた。

### 1950年代
- 1956年
  - ヴィットリオ・デ・シーカ（『殿方ごろし』）
- 1957年： 該当なし
- 1958年： 該当なし
- 1959年： 該当なし

### 1960年代
- 1960年
  - ヴィットリオ・ガスマン（『戦争・はだかの兵隊』）
  - アルベルト・ソルディ（『戦争・はだかの兵隊』）
- 1961年
  - アルベルト・ソルディ（『Tutti a casa』）
- 1962年
  - ラフ・ヴァローネ （『橋からの眺め』）
- 1963年
  - ヴィットリオ・ガスマン（『追い越し野郎』）
- 1964年
  - マルチェロ・マストロヤンニ（『昨日・今日・明日』）
- 1965年
  - ヴィットリオ・ガスマン（『La congiuntura』）
  - マルチェロ・マストロヤンニ（『ああ結婚』）
- 1966年
  - アルベルト・ソルディ（『ロンドンの煙』）
- 1967年
  - ヴィットリオ・ガスマン（『カロリーナ』）
  - ウーゴ・トニャッツィ（『ヨーロッパ式クライマックス』）
- 1968年
  - フランコ・ネロ（『マフィア』）
- 1969年
  - アルベルト・ソルディ（『Il medico della Mutua』）
  - ニーノ・マンフレディ（『Vedo nudo』）

### 1970年代
- 1970年
  - ジャン・マリア・ヴォロンテ（『殺人捜査』）
  - ニーノ・マンフレディ（『Nell'anno del Signore』）
- 1971年
  - ウーゴ・トニャッツィ（『La Califfa』）
- 1972年
  - ジャンカルロ・ジャンニーニ（『Mimì metallurgico ferito nell'onore』）
  - アルベルト・ソルディ（『Detenuto in attesa di giudizio』）
- 1973年
  - アルベルト・ソルディ（『Lo scopone scientifico』）
- 1974年
  - ニーノ・マンフレディ（『パンとチョコラータ』）
- 1975年
  - ヴィットリオ・ガスマン（『女の香り』）
- 1976年
  - ウーゴ・トニャッツィ（『私の友だち』）
  - アドリアーノ・チェレンターノ（『Bluff - Storia di truffe e di imbroglioni』）
- 1977年
  - アルベルト・ソルディ（『ちゃちなブルジョワ』）
- 1978年
  - ニーノ・マンフレディ（『In nome del Papa Re』）
- 1979年
  - ヴィットリオ・ガスマン（『親愛なるパパ』）

### 1980年代
- 1980年
  - アドリアーノ・チェレンターノ（『Mani di velluto』）
- 1981年
  - マッシモ・トロイージ（『Ricomincio da tre』）
  - ミケーレ・プラチド（『Fontamara』）
  - カルロ・ヴェルドーネ（『Bianco, rosso e Verdone』）
- 1982年
  - カルロ・ヴェルドーネ（『Borotalco』）
  - アルベルト・ソルディ（『Il marchese del Grillo』）
  - ベッペ・グリッロ（『Cercasi Gesù』）
- 1983年
  - フランチェスコ・ヌーティ（『ハスラー・ザ・ファイナル』）
  - ジョニー・ドレッリ（『State buoni se potete』）
  - マルチェロ・マストロヤンニ（『Il mondo nuovo』）
- 1984年
  - ジャンカルロ・ジャンニーニ（『Mi manda Picone』）
  - ナンニ・モレッティ（『僕のビアンカ』）
  - フランチェスコ・ヌーティ（『Son contento』）
- 1985年
  - フランチェスコ・ヌーティ（『Casablanca, Casablanca』）
  - ミケーレ・プラチド（『実録マフィア戦争／暗黒の首領』）
  - ベン・ギャザラ（『Uno scandalo perbene』）
- 1986年
  - マルチェロ・マストロヤンニ（『ジンジャーとフレッド』）
  - ナンニ・モレッティ（『ジュリオの当惑』）
  - フランチェスコ・ヌーティ（『Tutta colpa del paradiso』）
- 1987年
  - ヴィットリオ・ガスマン（『ラ・ファミリア』）
  - ディエゴ・アバタントゥオーノ（『クリスマス・プレゼント』）
  - ジャン・マリア・ヴォロンテ（『首相暗殺』）
- 1988年
  - マルチェロ・マストロヤンニ（『黒い瞳』）
  - フィリップ・ノワレ（『Gli occhiali d'oro』）
  - カルロ・ヴェルドーネ（『Io e mia sorella』）
- 1989年
  - ロベルト・ベニーニ（『Il piccolo diavolo』）
  - ジャンカルロ・ジャンニーニ『'o Re』
  - カルロ・ヴェルドーネ（『Compagni di scuola』）

### 1990年代
- 1990年
  - パオロ・ヴィッラッジョ（『ボイス・オブ・ムーン』）
  - ジャン・マリア・ヴォロンテ（『宣告』）
  - マッシモ・トロイージ（『BARに灯ともる頃』）
  - セルジオ・カステッリット（『Piccoli equivoci』）
  - ジャンカルロ・ジャンニーニ（『Il male oscuro』）
  - ナンニ・モレッティ（『赤いシュート』）
- 1991年
  - ナンニ・モレッティ（『Il portaborse』）
  - ディエゴ・アバタントゥオーノ（『エーゲ海の天使』）
  - クラウディオ・アメンドラ（『Ultrà』）
  - シルヴィオ・オルランド（『Il portaborse』）
  - セルジオ・ルビーニ（『殺意のサン・マルコ駅』）
- 1992年
  - カルロ・ヴェルドーネ（『Maledetto il giorno che t'ho incontrato』）
  - ジャン・マリア・ヴォロンテ（『Una storia semplice』）
  - エンリコ・ロ・ヴェルソ（『小さな旅人』）
- 1993年
  - セルジオ・カステッリット（『かぼちゃ大王』）
  - カルロ・チェッキ（『Morte di un matematico napoletano』）
  - シルヴィオ・オルランド（『Un'altra vita』）
- 1994年
  - ジュリオ・スカルパティ（『Il giudice ragazzino』）
  - ディエゴ・アバタントゥオーノ（『Per amore, solo per amore』）
  - ナンニ・モレッティ（『親愛なる日記』）
  - シルヴィオ・オルランド（『Sud』）
- 1995年
  - マルチェロ・マストロヤンニ（『Sostiene Pereira』）
  - ファブリツィオ・ベンティヴォリオ（『Un eroe borghese』）
  - マッシモ・トロイージ（『イル・ポスティーノ』）
- 1996年
  - ジャンカルロ・ジャンニーニ（『Celluloide』）
  - セルジオ・カステッリット（『明日を夢見て』）
  - エンニオ・ファンタスティキーニ（『Ferie d'agosto』）
  - ジャンカルロ・ジャンニーニ（『Palermo Milano - Solo andata』）
- 1997年
  - ファブリツィオ・ベンティヴォリオ（『Testimone a rischio』）
  - クラウディオ・アメンドラ（『ぼくらの世代』）
  - レオナルド・ピエラッチョーニ（『踊れトスカーナ！ 』）
  - セルジオ・ルビーニ（『ニルヴァーナ』）
  - カルロ・ヴェルドーネ（『 アイリスにぞっこん』）
- 1998年
  - ロベルト・ベニーニ（『ライフ・イズ・ビューティフル』）
  - ナンニ・モレッティ（『ナンニ・モレッティのエイプリル』）
  - シルヴィオ・オルランド（『Auguri professore』）
- 1999年
  - ステファノ・アコルシ（『ラジオフレッチャ』）
  - シルヴィオ・オルランド（『もうひとつの世界』）
  - アントニオ・アルバネーゼ（『La fame e la sete』）

### 2000年代
- 2000年
  - ブルーノ・ガンツ（『ベニスで恋して』）
  - ステファノ・アコルシ（『Ormai è fatta!』）
  - ファブリツィオ・ジフーニ（『Un amore』）
  - カルロ・ヴェルドーネ（『C'era un cinese in coma』）
- 2001年
  - ルイジ・ロ・カーショ（『ペッピーノの百歩』）
  - ステファノ・アコルシ（『最後のキス』）
  - ナンニ・モレッティ（『息子の部屋』）
- 2002年
  - ジャンカルロ・ジャンニーニ（『Ti voglio bene Eugenio』）
  - ルイジ・ロ・カーショ（『ぼくの瞳の光』）
  - トニ・セルヴィッロ（『L'uomo in più』）
- 2003年
  - マッシモ・ジロッティ（『向かいの窓』）
  - ロベルト・ベニーニ（『ピノッキオ』）
  - ファブリツィオ・ベンティヴォリオ（『リメンバー・ミー』）
  - セルジオ・カステッリット（『母の微笑』）
  - ネーリ・マルコレ（『心は彼方に』）
  - ファビオ・ヴォーロ（『彼らの場合』）
- 2004年
  - セルジオ・カステッリット（『赤いアモーレ』）
  - ジュゼッペ・バッティストン（『アガタと嵐』）
  - ルイジ・ロ・カーショ（『輝ける青春』）
  - シルヴィオ・ムッチーノ（『Che ne sarà di noi』）
  - カルロ・ヴェルドーネ（『L'amore è eterno finché dura』）
- 2005年
  - トニ・セルヴィッロ（『愛の果てへの旅』）
  - ステファノ・アコルシ（『Provincia meccanica』）
  - ジョルジョ・パゾッティ（『トリノ、24時からの恋人たち』）
  - キム・ロッシ・スチュアート（『家の鍵』）
  - ルカ・ジンガレッティ（『Alla luce del sole』）
- 2006年
  - シルヴィオ・オルランド（『夫婦の危機』）
  - アントニオ・アルバネーゼ（『二度目の結婚』）
  - ファブリツィオ・ベンティヴォリオ（『La terra』）
  - キム・ロッシ・スチュアート（『野良犬たちの掟』）
  - カルロ・ヴェルドーネ（『わが人生最良の敵』）
- 2007年
  - エリオ・ジェルマーノ（『マイ・ブラザー』）
  - ジャコモ・リッツォ（『家族の友人』）
  - ヴィンチェンツォ・アマート（『新世界』）
  - ミケーレ・プラチド（『題名のない子守唄』）
  - キム・ロッシ・スチュアート（『気ままに生きて』）
- 2008年
  - トニ・セルヴィッロ（『湖のほとりで』）
  - アントニオ・アルバネーゼ（『日々と雲行き』）
  - ランド・ブッツァンカ（『副王家の一族』）
  - ナンニ・モレッティ（『クワイエット・カオス　～パパが待つ公園で』）
  - キム・ロッシ・スチュアート（『Piano, solo』）
- 2009年
  - トニ・セルヴィッロ（『イル・ディーヴォ　魔王と呼ばれた男』）
  - ルカ・アルジェンテロ（『Diverso da chi?』）
  - クラウディオ・ビジオ（『人生、ここにあり！』）
  - ヴァレリオ・マスタンドレア（『考えてもムダさ』）
  - シルヴィオ・オルランド（『ボローニャの夕暮れ』）

### 2010年代
- 2010年
  - ヴァレリオ・マスタンドレア（『はじめての大切なもの』）
  - リベロ・デ・リエンツォ（『Fortapàsc』）
  - アントニオ・アルバネーゼ（『ハートの問題』）
  - キム・ロッシ・スチュアート（『ハートの問題』）
  - フィリッポ・ティーミ（『愛の勝利を　ムッソリーニを愛した女』）
- 2011年
  - エリオ・ジェルマーノ（『我らの生活』）
  - クラウディオ・ビジオ（『Benvenuti al Sud』）
  - ヴィニーチョ・マルキオーニ（『イラクの煙』）
  - アントニオ・アルバネーゼ（『Qualunquemente』）
  - キム・ロッシ・スチュアート（『Vallanzasca - Gli angeli del male』）
- 2012年
  - ミシェル・ピコリ（『ローマ法王の休日』）
  - エリオ・ジェルマーノ（『異人たちの棲む館』）
  - マルコ・ジャッリーニ（『天国は満席』）
  - ヴァレリオ・マスタンドレア（『フォンターナ広場　イタリアの陰謀』）
  - ファブリツィオ・ベンティヴォリオ（『ブルーノのしあわせガイド』）
- 2013年
  - ヴァレリオ・マスタンドレア（『幸せのバランス』）
  - アニエッロ・アレーナ（『リアリティー』）
  - セルジオ・カステッリット（『Una famiglia perfetta』）
  - ロベルト・ヘルリッカ（『ローマの教室で　～我らの佳き日々～』）
  - ルカ・マリネッリ（『来る日も来る日も』）
  - トニ・セルヴィッロ（『ローマに消えた男』）
- 2014年
  - トニ・セルヴィッロ（『グレート・ビューティー／追憶のローマ』）
  - ジュゼッペ・バッティストン（『Zoran, il mio nipote scemo』）
  - ファブリツィオ・ベンティヴォリオ（『人間の値打ち』）
  - カルロ・チェッキ（『ミエーレ』）
  - エドアルド・レオ（『いつだってやめられる 7人の危ない教授たち』）
- 2015年
  - エリオ・ジェルマーノ（『レオパルディ』）
  - ファブリツィオ・フェッラカーネ（『黒の魂』）
  - アレッサンドロ・ガスマン（『Il nome del figlio』）
  - リッカルド・スカマルチョ（『Nessuno si salva da solo』）
  - マルコ・ジャッリーニ（『神様の思し召し』）
- 2016年
  - クラウディオ・サンタマリア（『皆はこう呼んだ、鋼鉄ジーグ』）
  - ルカ・マリネッリ（『Non essere cattivo』）
  - アレッサンドロ・ボルギ（『Non essere cattivo』）
  - ヴァレリオ・マスタンドレア（『おとなの事情』）
  - マルコ・ジャッリーニ（『おとなの事情』）
- 2017年
  - ステファノ・アコルシ（『ゴッド・スピード・ユー！』）
  - ヴァレリオ・マスタンドレア（『甘き人生』）
  - ミケーレ・リオンディーノ（『ジュリアの世界』）
  - セルジオ・ルビーニ（『La stoffa dei sogni』）
  - トニ・セルヴィッロ（『修道士は沈黙する』）
- 2018年
  - レナート・カルペンティエーリ（『ナポリの隣人』）
  - アントニオ・アルバネーゼ（『環状線の猫のように』）
  - アレッサンドロ・ボルギ（『ナポリ、熟れた情事』）
  - ヴァレリオ・マスタンドレア（『ザ・プレイス 運命の交差点』）
  - ニコラ・ノチェッラ（『Easy - Un viaggio facile facile』）
- 2019年
  - アレッサンドロ・ボルギ（『Sulla mia pelle』）
  - マルチェッロ・フォンテ（『ドッグマン』）
  - リッカルド・スカマルチョ（『幸せな感じ』）
  - ルカ・マリネッリ（『Fabrizio De André - Principe libero』）
  - トニ・セルヴィッロ（『LORO　欲望のイタリア』）

### 2020年代
- 2020年
  - ピエルフランチェスコ・ファヴィーノ（『シチリアーノ　裏切りの美学』）
  - トニ・セルヴィッロ（『ヒットマン：レジェンド　憎しみの銃弾』）
  - アレッサンドロ・ボルギ（『ザ・グレイテスト・キング』）
  - フランチェスコ・ディ・レーヴァ（『Il sindaco del Rione Sanità』）
  - ルカ・マリネッリ（『マーティン・エデン』）
- 2021年
  - エリオ・ジェルマーノ（『私は隠れてしまいたかった』）
  - キム・ロッシ・スチュアート（『きっと大丈夫』）
  - ヴァレリオ・マスタンドレア（『こどもたち』）
  - ピエルフランチェスコ・ファヴィーノ（『Hammamet』）
  - レナート・ポッツェット（『Lei mi parla ancora』）
- 2022年
  - シルヴィオ・オルランド（『内なる檻』）
  - エリオ・ジェルマーノ（『アメリカ・ラティーナ』）
  - フィリッポ・スコッティ（『Hand of God -神の手が触れた日-』）
  - フランツ・ロゴフスキ（『フリークスアウト』）
  - トニ・セルヴィッロ（『笑いの王』）
- 2023年
  - ファブリツィオ・ジフーニ（『夜の外側 イタリアを震撼させた55日間』）
  - ルイジ・ロ・カーショ（『蟻の王』）
  - フィカッラ＆ピコーネ（『奇妙なこと』）
  - アレッサンドロ・ボルギ（『帰れない山』）
  - ルカ・マリネッリ（『帰れない山』）
- 2024年
  - ミケーレ・リオンディーノ（『Palazzina Laf』）
  - アントニオ・アルバネーゼ（『Cento domeniche』）
  - ヴァレリオ・マスタンドレア（『まだ明日がある』）
  - ピエルフランチェスコ・ファヴィーノ（『潜水艦コマンダンテ 誇り高き決断』）
  - ジョシュ・オコナー（『墓泥棒と失われた女神』）

## 複数回受賞者
| 受賞回数 | 受賞者                       | 年度                                                   |
| -------- | ---------------------------- | ------------------------------------------------------ |
| 7        | ヴィットリオ・ガスマン       | 1960年、1963年、1965年、1967年、1975年、1979年、1987年 |
| 7        | アルベルト・ソルディ         | 1960年、1961年、1966年、1969年、1972年、1973年、1977年 |
| 5        | マルチェロ・マストロヤンニ   | 1964年、1965年、1986年、1988年、1995年                 |
| 4        | ジャンカルロ・ジャンニーニ   | 1972年、1984年、1996年、2002年                         |
| 4        | ニーノ・マンフレディ         | 1969年、1970年、1974年、1978年                         |
| 4        | トニ・セルヴィッロ           | 2005年、2008年、2009年、2014年                         |
| 4        | エリオ・ジェルマーノ         | 2007年、2011年、2015年、2021年                         |
| 3        | ウーゴ・トニャッツィ         | 1967年、1971年、1976年                                 |
| 2        | シルヴィオ・オルランド       | 2006年、2022年                                         |
| 2        | ステファノ・アコルシ         | 1999年、2017年                                         |
| 2        | ロベルト・ベニーニ           | 1989年、1998年                                         |
| 2        | セルジオ・カステッリット     | 1993年、2004年                                         |
| 2        | アドリアーノ・チェレンターノ | 1976年、1980年                                         |
| 2        | ヴァレリオ・マスタンドレア   | 2010年、2013年                                         |
| 2        | フランチェスコ・ヌーティ     | 1983年、1985年                                         |
| 2        | カルロ・ヴェルドーネ         | 1982年、1992年                                         |
| 2        | ジャン・マリア・ヴォロンテ   | 1970年、1990年                                         |